# Si l'empereur savait ça
Si l'empereur savait ça (en anglès, If the Emperor Only Knew That) és una pel·lícula franco-estatunidenca de Jacques Feyder. Es va estrenar a París a principis del novembre 1930 i a Nova York el 20 de febrer de 1931.
La pel·lícula és una adaptació de l'obre Olympia (1928) de Ferenc Molnár. A banda d'aquesta versió, se'n van fer dos adaptacions més paral·leles, en castellà (Si el emperador lo supiera) i alemany.

## Argument
El capità Kovacs s'enamora de la filla del general en contra dels desitjos de la seva mare.

## Repartiment[1]
- Tania Fédor (Renata)
- André Luguet (el capità Kovacs)
- Françoise Rosay (la princesa Plata d'Ettingen)
- André Berley (el coronel Krehl)
- Marcel André (Albert)
- Georges Mauloy (El príncep d'Ettingen)
- Suzanne Delvá (Lina)

## Rebuda
His Glorious Night, la primera versió sonora de la pel·lícula Olympia de Ferenc Molnar, és recordada avui com la pel·lícula que va arruïnar a John Gilbert. La llegenda diu que la veu de Gilbert es va gravar tan malament que el públic reia a cor què vols quan es declara a Catherine Dale Owen, encara que aquesta burla tenia més a veure amb el seu terrible diàleg que les seves (mínimes) insuficiències vocals. En qualsevol cas, l'original de Molnar va ser rodat simultàniament en una versió en espanyol, alemany, i francès, les dues primeres van conservar el títol d'Olympia, mentre que l'adaptació francesa es va titular Si L'Empereur Savait ça (If The Emperor Only Knew). André Luguet fa el paper del Capità Kovacs, un oficial militar enamorat de la filla (Tania Fedor) d'un general (ella era una princesa en l'original, i va ser interpretada per Catherine Dale Owen). La mare de la noia, que ha programat casar-la amb el príncep, trenca l'idil·li, amb la qual cosa Kovacs amenaça de denunciar públicament la reputació de l'heroïna si no se li permet una nit tot sol amb ella abans del casament. Ell aconsegueix el que vol, només prova que és realment un home d'honor, després de tot. Tant les versions en francès i alemany d'Olimpia van ser dirigits per Jacques Feyder.